# Des Rocs
Daniel Rocco, lepiej znany pod pseudonimem Des Rocs, to artysta rockowy pochodzący z Nowego Jorku. Des Rocs to również nazwa solowego projektu tego artysty. Podczas występów do Rocco dołączają jego długoletni przyjaciele, William Tully i Eric Mendelsohn.
Des Rocs koncertował z takimi zespołami rockowymi jak Muse, The Rolling Stones i The Struts. Na jego karierę wpływ wywarli m.in. Muse, Elvis Presley, Jimi Hendrix, Roy Orbison, Kanye West i Queen, chociaż Rocco skupia się na indywidualności i oryginalności brzmienia, wyróżniając się spośród innych artystów rockowych.

## Kariera muzyczna

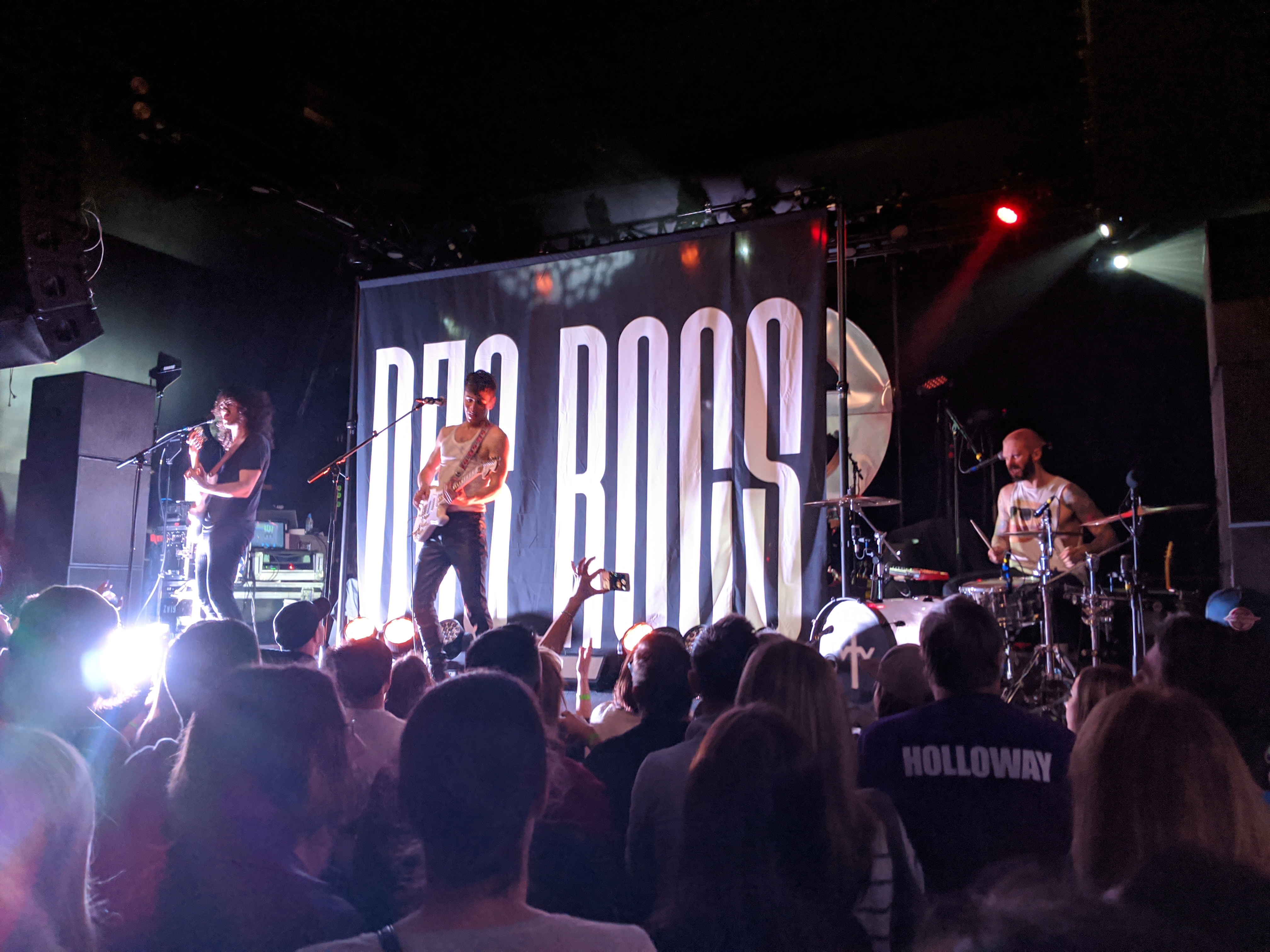
Des Rocs podczas koncertu w The Sinclair w Cambridge w stanie Massachusetts 19 stycznia 2020 r.

### Początki i minialbumy (2018-2020)
Już jako trzynastolatek Rocco występował w barach i piwnicach. Przed rozpoczęciem kariery solowej współtworzył zespół Secret Weapons, który poprzedzał występy takich grup jak Panic! at the Disco, Fall Out Boy czy Weezer. Kariera Secret Weapons zakończyła się z powodu pogarszającego się stanu zdrowia kolegi z zespołu, Gerry'ego Langa, u którego zdiagnozowano boreliozę. W listopadzie 2018 roku Des Rocs wydał swój pierwszy minialbum (EP) zatytułowany Let the Vultures In.

### Trasa koncertowaAliveiA Real Good Person in a Real Bad Place(2021)
Wiosną 2021 roku Des Rocs ogłosił trasę koncertową Alive i wirtualny koncert na żywo (Des Rocs Alive Virtual Concert). Podczas trasy koncertowej dla Rocco otwierał zespół rockowy znany jako The Velveteers. Trasa rozpoczęła się jesienią 2021 roku, objęła ponad 20 miast Stanów Zjednoczonych i zakończyła się w nowojorskiej Bowery Ballroom. Wirtualny koncert, na którym Des Rocs po raz pierwszy wykonał na żywo minialbum This is Our Life, zakończył się utworem Tick pochodzącym z jeszcze niezapowiedzianego albumu. Fragment tekstu tego utworu nawiązywał również do tytułu nowego projektu, A Real Good Person in a Real Bad Place.
Tytuł albumu i listę utworów ogłoszono 30 lipca 2021 roku. Tego samego dnia został wydany pierwszy singiel promujący album, MMC (Mickey Mouse Club). Des Rocs wydał jeszcze dwa single przed premierą albumu: Imaginary Friends oraz Hanging by a Thread.

### Trasa koncertowaOnce In A LifetimeiManic Memories(2022)
Wiosną 2022 roku ogłoszono trasę koncertową Once In A Lifetime, podczas której Rocco towarzyszył kanadyjski zespół rockowy znany jako The Blue Stones. Trasa objęła ponad 20 miast w kontynentalnych Stanach Zjednoczonych, zaczynając w Milwaukee w stanie Wisconsin i kończąc w Columbus w stanie Ohio. Występy otwierali Clay Melton i First In Flight. Po ogłoszeniu koncertów w Salt Lake City (Utah) i Portland (Oregon) Des Rocs wystąpił jako headliner bez The Blue Stones, którzy odwołali swoje występy podczas trzech ostatnich dni trasy (St. Louis w Missouri, Nashville w Tennessee oraz Columbus w Ohio), pozostawiając Rocco jako jedynego headlinera.

### Dream Machine(2023)
Des Rocs i Blood Red Shoes występowali jako artyści otwierający dla zespołu Badflower w trakcie ich trasy koncertowej Asking For A Friend. Podczas tej trasy zadebiutowała nowa piosenka, Never Ending Moment, która została oficjalnie wydana 25 kwietnia 2023 roku. W tym samym czasie ogłoszono, że Des Rocs podpisał kontrakt z Sumerian Records. 13 czerwca 2023 roku artysta wydał singiel pod tytułem Nowhere Kid z albumu Dream Machine, który ukazał się 25 sierpnia 2023 roku.

## Dyskografia

### Albumy studyjne
| Tytuł                                  | Szczegóły                                                         | Notowania | Notowania |
| Tytuł                                  | Szczegóły                                                         | US        | USRock    |
| -------------------------------------- | ----------------------------------------------------------------- | --------- | --------- |
| A Real Good Person in a Real Bad Place | - Data wydania: 24 września 2021 - Wydawnictwo: 300 Entertainment | —         | —         |
| Dream Machine                          | - Data wydania: 25 sierpnia 2023 - Wydawnictwo: Sumerian Records  |           |           |

### Minialbumy (EP)
| Tytuł               | Szczegóły                                                        |
| ------------------- | ---------------------------------------------------------------- |
| Let the Vultures In | - Data wydania: 2 listopada 2018 - Wydawnictwo: —                |
| Martyr Parade       | - Data wydania: 2 listopada 2019 - Wydawnictwo: Lowly            |
| This is Our Life    | - Data wydania: 11 grudnia 2020 - Wydawnictwo: 300 Entertainment |

### Single
| Tytuł                                              | Rok  | Notowania | Notowania | Album                                  |
| Tytuł                                              | Rok  | US Alt.   | US Main.  | Album                                  |
| -------------------------------------------------- | ---- | --------- | --------- | -------------------------------------- |
| Used to the Darkness                               | 2018 | —         | —         | Let the Vultures In                    |
| Let Me Live / Let Me Die                           | 2018 | —         | —         | Let the Vultures In                    |
| Maybe, I                                           | 2018 | —         | —         | Let the Vultures In                    |
| Outta My Mind                                      | 2019 | —         | —         | Martyr Parade                          |
| Dead Ringer                                        | 2019 | —         | —         | Martyr Parade                          |
| SLO                                                | 2019 | —         | —         | Martyr Parade                          |
| This is Our Life                                   | 2020 | 36        | 23        | This is Our Life                       |
| Nothing Personal                                   | 2020 | —         | —         | This is Our Life                       |
| Wayne                                              | 2020 | —         | —         |                                        |
| I Know                                             | 2020 | —         | —         |                                        |
| MMC                                                | 2021 | —         | —         | A Real Good Person in a Real Bad Place |
| Imaginery Friends                                  | 2021 | —         | —         | A Real Good Person in a Real Bad Place |
| Hanging by a Thread                                | 2021 | —         | —         | A Real Good Person in a Real Bad Place |
| Manic Memories                                     | 2022 | —         | —         |                                        |
| Never Ending Moment                                | 2023 | —         | 29        | Dream Machine                          |
| Nowhere Kid                                        | 2023 | —         | —         | Dream Machine                          |
| I Am The Lightning                                 | 2023 | —         | 6         | Dream Machine                          |
| In the Night (wersja również z udziałem Underoath) | 2024 | —         | —         | Dream Machine                          |

### Teledyski
| Rok  | Tytuł                       | Producent | Reżyser                  | Nr ref. |
| ---- | --------------------------- | --------- | ------------------------ | ------- |
| 2018 | HVY MTL DRMR                |           | Kristjan Thor            | [ 26 ]  |
| 2020 | Wayne                       | Des Rocs  | Des Rocs i Tnsn Dvsn     | [ 27 ]  |
| 2020 | I Know                      | Des Rocs  | Des Rocs i Dan Newman    | [ 28 ]  |
| 2020 | This is Our Life            | Dreambear | Rock & Egg               | [ 29 ]  |
| 2020 | Nothing Personal            |           |                          | [ 30 ]  |
| 2020 | POS                         |           |                          | [ 31 ]  |
| 2020 | Suicide Romantics           |           |                          | [ 32 ]  |
| 2020 | Pieces (wersja 1)           |           |                          | [ 33 ]  |
| 2021 | Pieces (wersja 2)           |           | Rock and Egg             | [ 34 ]  |
| 2021 | MMC                         |           | Bobby Hanaford           | [ 35 ]  |
| 2021 | Ruby with the Sharpest Lies |           | Des Rocs i Austin Kearns | [ 36 ]  |
| 2021 | Imaginery Friends           |           |                          | [ 37 ]  |
| 2022 | Hanging by a Thread         |           |                          | [ 38 ]  |
| 2022 | Manic Memories              |           | Dan Newman i Joel Cook   | [ 39 ]  |
| 2023 | Never Ending Moment         |           | Wouter Stoter            | [ 40 ]  |
| 2023 | Nowhere Kid                 |           |                          | [ 41 ]  |
| 2023 | Dream Machine               |           | Wouter Stoter            | [ 42 ]  |
| 2024 | I Am the Lightning          |           |                          | [ 43 ]  |
| 2024 | In the Night                |           | Mark Seliger             | [ 44 ]  |
| 2024 | Love and a Smoking Gun      |           |                          | [ 45 ]  |